# Wilhelm Kuchenmüller
Wilhelm Kuchenmüller (geboren am 25. Oktober 1900 in Straßburg; gestorben 1998) war ein deutscher Altphilologe, Lehrer und Leiter des Internats Birklehof.
Wilhelm Kuchenmüller studierte Klassische Philologie in Basel bei Peter von der Mühll und in Berlin, wo er 1928 mit der Arbeit Philetae Coi reliquiae bei Ludwig Deubner promoviert wurde. Kuchenmüller arbeitete bereits vor seiner Promotion als Lehrer für Latein und Griechisch am 1920 von Kurt Hahn gegründeten Internat Schule Schloss Salem. Zu seinen Schülern dort gehörte unter anderem Golo Mann. Er leitete dann die 1931 eingerichtete Zweigschule Hohenfels, bevor er 1933 auf Vorschlag von Kurt Hahn die Leitung des 1932 eingerichteten Internats Birklehof übernahm, die er bis 1944 innehatte.
Bereits in den frühen 1920er Jahren stand Kuchenmüller der NSDAP nahe, wurde 1925 wegen einer gegen die Weimarer Republik gerichteten Rede aus dem beamteten Schuldienst entlassen, wenig später von Kurt Hahn wieder als angestellter Lehrer nach Salem zurückgeholt. Zum 1. August 1932 trat er schließlich der NSDAP bei (Mitgliedsnummer 1.243.927). Als Kurt Hahn nach der nationalsozialistischen Machtergreifung 1933 als Jude verhaftet wurde, setzte sich Wilhelm Kuchenmüller – wie viele andere auch – gleichwohl für die sofortige Freilassung Hahns ein. Demzufolge wurde er 1933 aus der Partei ausgeschlossen, erwirkte aber wegen seiner Verdienste um die Partei bald darauf die Wiederaufnahme.
Seine Rolle als Schulleiter während der Zeit des Nationalsozialismus ist bis heute nicht in allen Zügen geklärt. Wenigstens in den ersten Jahren gelang es Kuchenmüller, den Schulbetrieb vor der nationalsozialistischen Gleichschaltung zu schützen und weiterhin jüdische Schüler zu unterrichten. Auch blieben politisch verfolgte Lehrer an der Schule angestellt. Kuchenmüller verfolgte weiterhin Hahns Konzept, die Schüler zu freiheitlicher Selbstverantwortung zu erziehen, obgleich bereits 1933 die Hitlerjugend an der Schule vertreten war. Mit Beginn des Zweiten Weltkriegs begann Kuchenmüller, seine Schüler auf den Krieg vorzubereiten und änderte das Erziehungskonzept des Birklehofs, in dessen Zentrum er das „Soldatentum als Idee und Lebensart“ stellte und die Verstaatlichung der Einrichtung betrieb. Dies führte zum Bruch mit Georg Picht, ehemaliger Schüler, seit 1940 selbst Lehrer des Birklehofs, der 1942 die Schule verließ und von 1946 bis 1956 Nachfolger Kuchenmüllers in der Leitung des nach dem Krieg wiedereröffneten Birklehofs war. Im Herbst 1944 meldete sich Kuchenmüller freiwillig zum Kriegsdienst und legte sein Amt nieder. Für den Birklehof folgten die Verstaatlichung noch 1944 und die Schließung 1945 auf Anordnung der französischen Besatzungsbehörden.
Zu Kriegsende wurde Kuchenmüller 1945 interniert. Aus Anlass des Spruchkammerverfahrens gegen Kuchenmüller im Jahr 1948 verfasste Picht „aus eigenem Antrieb […] für seine politische Bereinigung“ ein Gutachten über Kuchenmüller. Nach dem Krieg war Kuchenmüller beamteter Lehrer an einem Gymnasium in Stuttgart. Im Jahr 1959 kam es zu einem Treffen zwischen Kuchenmüller und dem ehemaligen Schüler Golo Mann, welcher brieflich festhielt, dass sich Kuchenmüller nicht geändert und wohl auch an seinen Einstellungen festgehalten habe. Auch in den 1970er und 1980er Jahren hielt Kuchenmüller offensichtlich an seiner nationalsozialistischen Weltanschauung fest. Dies geht aus seinem biographischen Typoskript „Erlebtes in Lettern“ und aus brieflichen Äußerungen gegenüber Jocelin Winthrop-Young hervor, dem Gründer des Kurt-Hahn-Archivs.
Anhaltende Bedeutung erlangte Wilhelm Kuchenmüller durch seine Übersetzungen der Antigone und des Philoktet von Sophokles, die erstmals 1955 erschienen. Bis 2012 erfuhren sie zahlreiche Neuauflagen. Darüber hinaus machte er sich als Dichter in altgriechischer Sprache einen Namen: In 18 Fortsetzungen veröffentlichte er zwischen 1959 und 1965 Nostima, eine in Versen verfasste Hellasfahrt, die in der Zeitschrift Alindethra erschienen.

## Publikationen
- Philetae Coi reliquiae. Noske, Borna 1928.
- Sophokles: Antigone. Tragödie. Übersetzt von Wilhelm Kuchenmüller (= Reclams Universal-Bibliothek. Nr. 659). Reclam-Verlag, Stuttgart 1955.
- Sophokles: Philoktet. Tragödie. Übersetzt und mit einem Nachwort versehen von Wilhelm Kuchenmüller (= Reclams Universal-Bibliothek. Nr. 709). Reclam-Verlag, Stuttgart 1955.
- Protagoras. Ein Spiel nach Platon. Beilage zu Der altsprachliche Unterricht. Jahrgang 5, Heft 4, 1962.
- Terror Sueborum. Ein Spiel nach Caesars Bellum Gallicum 1, 39–41. Beilage zu Der altsprachliche Unterricht. Jahrgang 10, Heft 3, 1967.
- Cicero et Catilina. Fabella. Beilage zu Der altsprachliche Unterricht. Jahrgang 13, Heft 4, 1970.